# BPI Awards 1988
Die BPI Awards 1988 wurden am 8. Februar 1988 in der Royal Albert Hall verliehen. Moderator der im britischen Fernsehen von der BBC übertragenen Veranstaltung war Noel Edmonds. Es war die letzte Veranstaltung unter dem alten Namen, der 1989 in BRIT Awards geändert wurde.
Die meisten Nominierungen mit je drei erhielten Rick Astley, Pet Shop Boys
und T’Pau. Kein Künstler gewann mehr als einen Award.

## Liveauftritte
- Bananarama – Love in the First Degree
- Bee Gees – You Win Again
- Chris Rea – Let’s Dance
- Pet Shop Boys with Dusty Springfield – What Have I Done to Deserve This?
- Rick Astley – Never Gonna Give You Up
- Terence Trent D’Arby – Wishing Well
- T’Pau – China in Your Hand
- The Who – My Generation / Who Are You

## Nominierte und Gewinner
| British Album of the Year | British Producer of the Year |
| --- | --- |
| - Sting – … Nothing Like the Sun - George Michael – Faith - Pet Shop Boys – Actually - Swing Out Sister – It’s Better to Travel - T’Pau – Bridge of Spies              | - Stock Aitken Waterman - Alan Tarney - Brian Eno - Julian Mendelsohn - Paul Staveley O’Duffy |
| British Single of the Year | British Video of the Year |
| - Rick Astley – Never Gonna Give You Up - Bananarama – Love in the First Degree - MARRS – Pump Up the Volume - Pet Shop Boys – It’s a Sin - T’Pau – China in Your Hand | - New Order – True Faith |
| British Male Solo Artist | British Female Solo Artist |
| - George Michael - Chris Rea - Cliff Richard - Rick Astley - Steve Winwood                                                                                             | - Alison Moyet - Kate Bush - Kim Wilde - Samantha Fox - Sinitta |
| British Group | British Breakthrough Act |
| - Pet Shop Boys - Bee Gees - Def Leppard - Level 42 - Whitesnake | - Wet Wet Wet - Rick Astley - The Christians - Johnny Hates Jazz - T’Pau Eliminiert: - Black - Curiosity Killed the Cat - Living in a Box - Mel and Kim - Pepsi & Shirlie - The Proclaimers - Swing Out Sister |
| Outstanding Contribution to Music | International Solo Artist |
| - The Who | - Michael Jackson - Luther Vandross - Madonna - Prince - Whitney Houston |
| International Group | International Breakthrough Act |
| - U2 - Bon Jovi - Fleetwood Mac - Heart - Los Lobos | - Terence Trent D’Arby - Beastie Boys - Bruce Willis - LL Cool J - Los Lobos |
| Classical Recording | Soundtrack/Cast Recording |
| - Vernon Handley - Andrew Davis - Bryden Thomson - Roger Norrington - Simon Rattle                                                                                     | - The Phantom of the Opera - Dirty Dancing - Follies - La Bamba - Les Miserables |